# Fairplay (Colorado)
Fairplay ist eine Town im US-Bundesstaat Colorado und liegt rund 120 km südwestlich von Denver. Das U.S. Census Bureau hat bei der Volkszählung 2020 eine Einwohnerzahl von 724 ermittelt.
Fairplay wurde zu Beginn des Colorado-Goldrauschs im Jahre 1859 gegründet, als Prospektoren am South Platte River auf Gold stießen. Die Gemeinde stellt den County Seat für das Park County und ist auf einer Höhe von 3034 m der fünfthöchstgelegene Ort in Colorado. Es handelt sich außerdem um die größte Siedlung in dem Graslandgürtel, der als South Park bezeichnet wird. Fairplay ist das Vorbild für die fiktive Stadt South Park, Colorado in der animierten Fernsehserie South Park.

## Geographie
Fairplay liegt am westlichen Rand des South Parks, an der Kreuzung von U.S. Highway 285 und Colorado State Highway 9. Der Ort zieht sich an der Flanke eines Berges am Ufer des Middle Fork South Platte River hin. Dort folgt die State Route dem Flusstal nordwärts nach Alma und zum Hoosier Pass.
Fairplays geographische Koordinaten lauten 39° 13′ N, 106° 0′ W. Nach den Angaben des United States Census Bureaus hat die Stadt eine Gesamtfläche von 2,7 km² und verfügt über keine nennenswerten Gewässerflächen.

## Geschichte
Der Name der Gemeinde bedeutet „ehrliches Spiel“ und hob seinerzeit die Chancengleichheit hervor, die die ersten Prospektoren allen nachfolgenden Goldsuchern zugestanden, nachdem sie zuvor selbst am Tarryall Creek als Zuspätkommer von den Goldgrabungen ausgeschlossen wurden.
Die 1859 gegründete Stadt wurde am 15. November 1872 als Town inkorporiert.
In den Bergwerken Fairplays wurde Gold und Silber noch bis zur Mitte des 20. Jahrhunderts abgebaut.
Heute besteht die Stadt sowohl aus modernen Supermärkten am Highway als auch aus der historischen Stadt oberhalb des Flusses an der Front Street. Der nördliche Teil der Bebauung an dieser Straße ist denkmalgeschützt und Teil eines Freilichtmuseum mit 34 historischen Gebäuden, der sogenannten South Park City, die an die Anfangstage des Goldrausches erinnern soll. Hier finden sich mehr als 60.000 Gegenstände, die das Leben aus jener Zeit veranschaulichen.

## Burro Days
Am letzten Juli-Wochenende finden in Fairplay jährlich die seit 1948 ausgetragenen Burro Days („Packeseltage“) statt. Die Hauptveranstaltung ist ein Rennen, bei dem die Esel, geführt von ihren Betreuern, einen rund 47 Kilometer langen Weg von Fairplay über den Mosquito-Pass zur Mosquito Range zurücklegen und dabei etwa 1000 Höhenmeter überwinden. Eine Adaption der Burro Days findet sich in der South-Park-Episode Cow Days.
Das Rennen dauert etwa fünf Stunden. Es gibt einige andere Packeselrennen in Colorado, das bekannteste davon ist das von Leadville. In den 1960er und zu Beginn der 1970er Jahre führte das Rennen von Leadville nach Fairplay oder es fand in umgekehrter Richtung statt. Es folgte damit der Route, die Father Dyer auf seinen Predigt-Runden und zum Austragen der Post einschlug. Die Rivalität zwischen beiden Städten beendete schließlich diese gemeinsame Veranstaltung und führte zu separat abgehaltenen Rennen.

## FernsehserieSouth Park
Der Ort diente den Machern der animierten Fernsehserie South Park als Vorbild für den gleichnamigen Schauplatz der Handlung. Zwar weisen verschiedene geographische Bezüge in der Fernsehserie tatsächlich auf Fairplay, die Stadt ist jedoch viel kleiner als South Park in der Serie, das eher den Charakter einer Vorstadt besitzt. Einer der Autoren der Serie, Trey Parker, wuchs in Conifer auf und besuchte die Schule in Evergreen. Diese beiden Orte sind Gemeinden im Jefferson County in den Bergen direkt westlich von Denver. Mitautor Matt Stone wiederum wohnte in Littleton, einem Vorort von Denver.
Da Fairplay ein Regionalzentrum für die South-Park-Region ist, wurde die Bezeichnung South Park in der Stadt zur Benennung verschiedener Einrichtungen verwendet, darunter der South Park High School.
Das fiktive South Park spiegelt zwar das Leben in der realen Stadt Fairplay wider, es wird jedoch in der Episode Die Nacht der lebenden Obdachlosen (englisch Night of the Living Homeless) von der Figur Gerald Broflovski festgestellt, dass die Stadt „vier Meilen entfernt“ liegt.

## Demographie
Zum Zeitpunkt des United States Census 2000 bewohnten Fairplay 610 Personen. Die Bevölkerungsdichte betrug 222,2 Personen pro km². Es gab 337 Wohneinheiten, durchschnittlich 122,8 pro km². Die Bevölkerung Fairplays bestand zu 93,11 % aus Weißen, 1,31 % Schwarzen oder African American, 0,98 % Native American, 0,33 % Asian, 0 % Pacific Islander, 2,79 % gaben an, anderen Rassen anzugehören und 1,48 % nannten zwei oder mehr Rassen. 4,92 % der Bevölkerung erklärten, Hispanos oder Latinos jeglicher Rasse zu sein.
Die Bewohner Fairplays verteilten sich auf 259 Haushalte, von denen in 31,7 % Kinder unter 18 Jahren lebten. 51,0 % der Haushalte stellten Verheiratete, 7,7 % hatten einen weiblichen Haushaltsvorstand ohne Ehemann und 34,4 % bildeten keine Familien. 25,9 % der Haushalte bestanden aus Einzelpersonen und in 3,9 % aller Haushalte lebte jemand im Alter von 65 Jahren oder mehr alleine. Die durchschnittliche Haushaltsgröße betrug 2,36 und die durchschnittliche Familiengröße 2,79 Personen.
Die Bevölkerung verteilte sich auf 23,9 % Minderjährige, 8,5 % 18–24-Jährige, 37,5 % 25–44-Jährige, 24,9 % 45–64-Jährige und 5,1 % im Alter von 65 Jahren oder mehr. Das Durchschnittsalter betrug 35 Jahre. Auf jeweils 100 Frauen entfielen 109,6 Männer. Bei den über 18-Jährigen entfielen auf 100 Frauen 111,9 Männer.
Das mittlere Haushaltseinkommen in Fairplay betrug 50.385 US-Dollar und das mittlere Familieneinkommen erreichte die Höhe von 51.979 US-Dollar. Das Durchschnittseinkommen der Männer betrug 34.286 US-Dollar, gegenüber 26.429 US-Dollar bei den Frauen. Das Pro-Kopf-Einkommen belief sich auf 21.742 US-Dollar. 9,5 % der Bevölkerung und 6,6 % der Familien hatten ein Einkommen unterhalb der Armutsgrenze, davon waren 10,4 % der Minderjährigen und 5,4 % der Altersgruppe 65 Jahre und mehr betroffen.